# Wallkilldellite
La wallkilldellite è un minerale appartenente al gruppo della kittatinnyite.